# Eriosema griseum
Eriosema griseum är en ärtväxtart som beskrevs av John Gilbert Baker. Eriosema griseum ingår i släktet Eriosema och familjen ärtväxter. Inga underarter finns listade i Catalogue of Life.